# Discocarpus gentryi
Discocarpus gentryi är en emblikaväxtart som beskrevs av S.M.Hayden. Discocarpus gentryi ingår i släktet Discocarpus och familjen emblikaväxter. Inga underarter finns listade i Catalogue of Life.